# 罗伯特·格林特
罗伯特·安德烈·格林特（羅馬尼亞語：Robert Andrei Glință，1997年4月18日—）生于皮特什蒂，是一名罗马尼亚男子游泳运动员，主攻仰泳。他在童年时曾接触空手道，后来他放弃空手道，改为练习游泳，11岁时首次获得比赛奖牌。2015年，他进入巴比什-博雅依大学体育学部就读。2017年，他加入美国的南加州大学特洛伊人队。